# Pelidnota gabrielae
Pelidnota gabrielae es una especie de escarabajo del género Pelidnota, familia Scarabaeidae. Fue descrita científicamente por Martínez en 1979.
Habita en Venezuela.